# 兔子湖水库
兔子湖水库是中国河南省信阳市淮滨县境内的一座水库，位于期思河上，建于1978年。水库正常库容为850万立方米，集雨面积为51平方千米，海拔为31.5米。